# Линейна независимост
Линейна независимост е термин от алгебрата, който изразява вътрешната зависимост на множество вектори.
Нека {\displaystyle V} е векторно пространство над полето {\displaystyle K}. Множеството вектори {\displaystyle (\mathbf {v} _{i})_{i\in I}} се нарича линейнонезависимо, когато всяко негово крайно подмножество е линейнонезависимо.
Едно крайно множество от вектори {\displaystyle \mathbf {v} _{1},\mathbf {v} _{2},\dots ,\mathbf {v} _{n}} от {\displaystyle V} се нарича линейнонезависимо, когато единственото възможно представяне на нулевия вектор като линейна комбинация
{\displaystyle a_{1}\cdot \mathbf {v} _{1}+a_{2}\cdot \mathbf {v} _{2}+\ ...\ +a_{n}\cdot \mathbf {v} _{n}=\mathbf {0} }
е когато всички коефициенти {\displaystyle a_{1},a_{2},\dots ,a_{n}} са равни на нула.
Ако нулевият вектор може да бъде изразен и по нетривиален начин (с коефициенти различни от нула), векторите се наричат линейнозависими.